# Стадион Мајагвез
Стадион Мајагвез (шп. José Antonio Figueroa Freyre Athletics Stadium) је стадион капацитета 12.175 у Мајагвезу, Порторико отворен  је 2010. године. Стадион је у власништву града Мајагвеза, а њиме управља порторикански фудбалски клуб Порторико сол. Стадион је био домаћин атлетским и фудбалским утакмицама Централноамеричких и Карипских игара 2010. године. Стадион има фудбалски терен (105 к 66 метара) које одговарају захтевима Међународне фудбалске федерације, а имаће и стазу од 400 метара која је у складу са стандардима Међународне атлетске федерације.
Стадион Мајагвез се налази поред стадиона за бејзбол Исидоро Гарсија а преко пута Парка дел Литорал. Први већи, значајнији догађај одржан на стадиону био је „Јустас“ Лиге Атлетика Интеруниверситарија де Порторико одржан између 12. и 17. априла 2010. године. Од 15. до 17. јула стадион је био домаћин Првенства Централне Америке и Кариба 2011. у атлетици.

## Аеродром
Стадион је удаљен 37 km (23 mi) од међународног аеродрома Рафаел Eрнандез што је 35 минута вожње с обзиром на саобраћај у региону.
Листа одредишта аеродрома:
| Airlines                 | Destinations                          |
| ------------------------ | ------------------------------------- |
| Џетблу                   | Форт Лодердејл, Њујорк–ЏФК, Орландо   |
| Скајхај авиејшн сервисиз | Санто Доминго-Лас Америкас, Пунтакана |
| Спирит ерлајн            | Форт Лодердејл, Орландо               |
| Јунајтед ерлајнс         | Њуарк                                 |

## Значајнији догађаји на стадиону

### Фудбал
| Међународне утакмице у фудбалу за жене | Међународне утакмице у фудбалу за жене | Међународне утакмице у фудбалу за жене | Међународне утакмице у фудбалу за жене | Међународне утакмице у фудбалу за жене | Међународне утакмице у фудбалу за жене |
| Датум                                  | Такмичење                              | Домаћин                                | Гост                                   | Резултат                               | Гледалаца                              |
| -------------------------------------- | -------------------------------------- | -------------------------------------- | -------------------------------------- | -------------------------------------- | -------------------------------------- |
| 30. августа 2018.                      | Пријатељска                            | Порторико                              | Аргентина                              | 0 : 3                                  | 4.622                                  |